# Socha svatého Františka Saleského (Pradlisko)
Socha svatého Františka Saleského se nachází mezi obcemi Pradlisko a Provodov asi 17 km od Zlína. Katastrálně přísluší k Řetechovu.

## Historie
Byla postavena v roce 1895 z pískovce na památku tragické události, kdy zde byl 29. ledna 1895 zastřelen, neopatrností střelce při honu, pan Kaláč, starosta nedaleké obce Kaňovice. Zemřel ve věku 26 let. Pomník nechala zbudovat jeho žena (rozená Skovajsová). Tragická událost se stala v den, kdy měl podle tehdejšího kalendáře svátek svatý František Saleský. V době svého vzniku stála socha 30 000[zdroj?] zlatých. Na stavbu přispěl rovněž majitel luhačovického panství hrabě Serenyi (na jehož území se událost stala), kterému dělal nebohý nabíječe. Po letech již částečně zdevastovaná socha byla v letech 2007-2009 zrestaurována a byla slavnostně znovuvysvěcena 12. 7. 2009.

## Fotogalerie

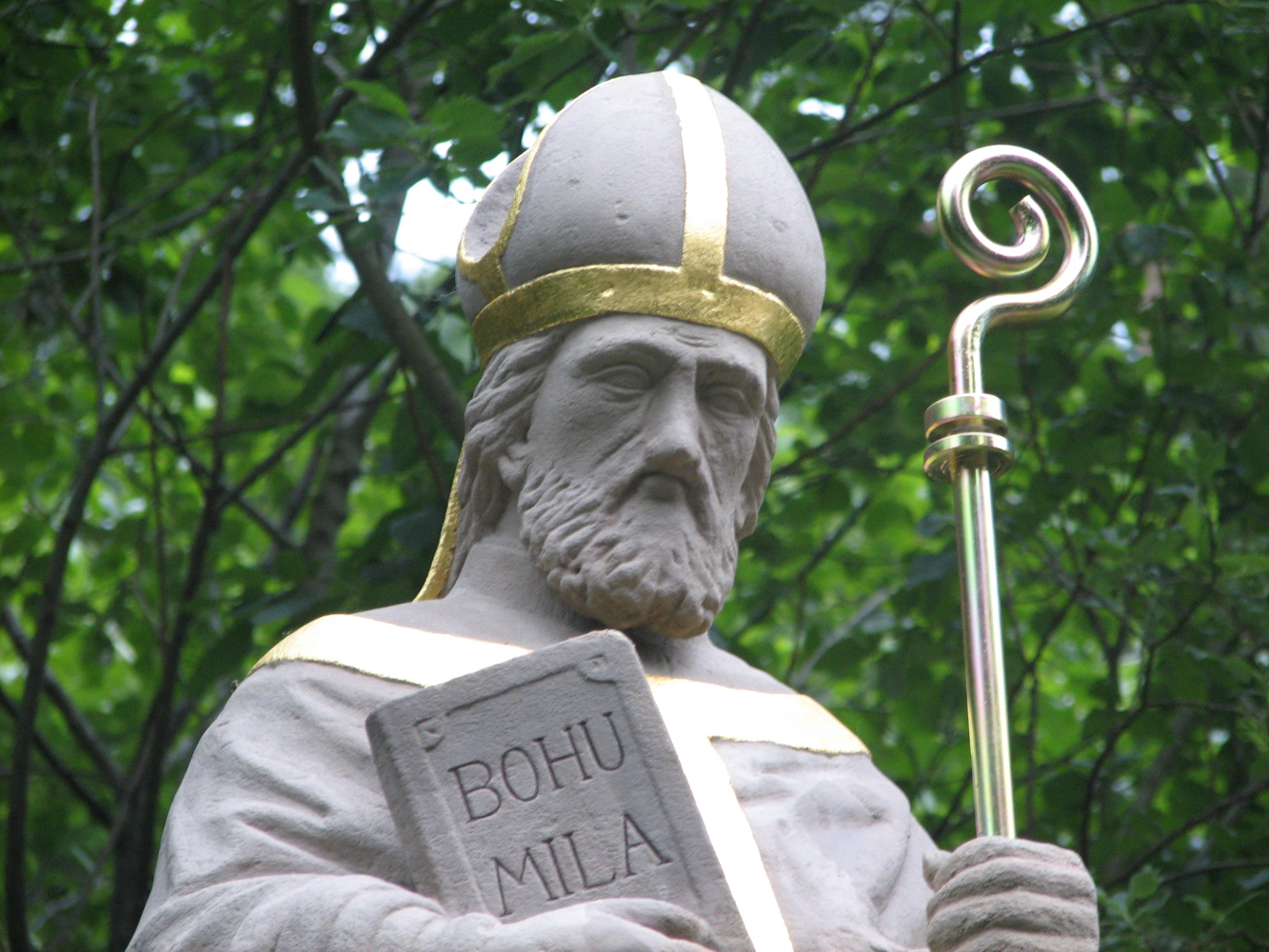
Detail horní části sochy
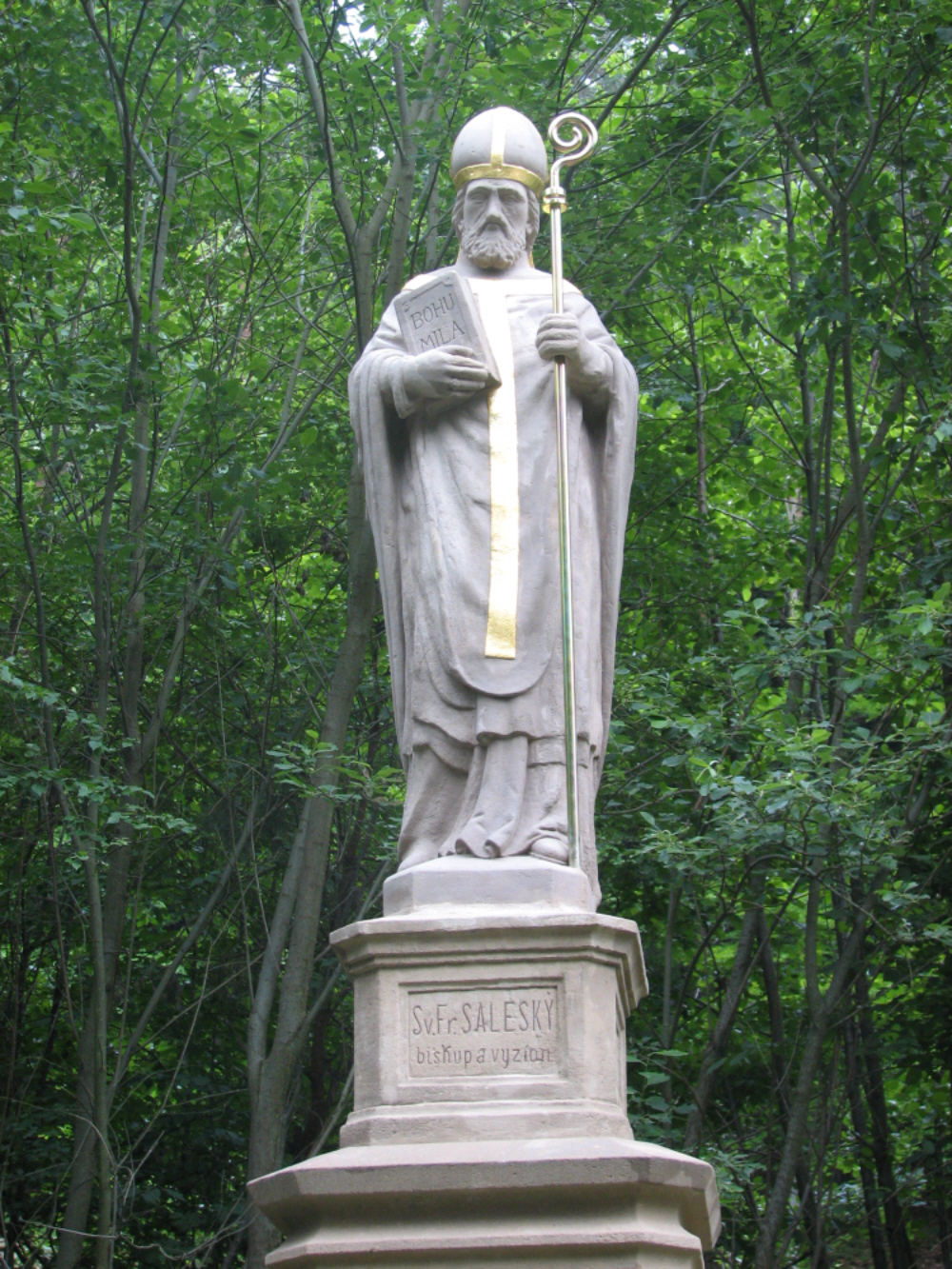
Horní část
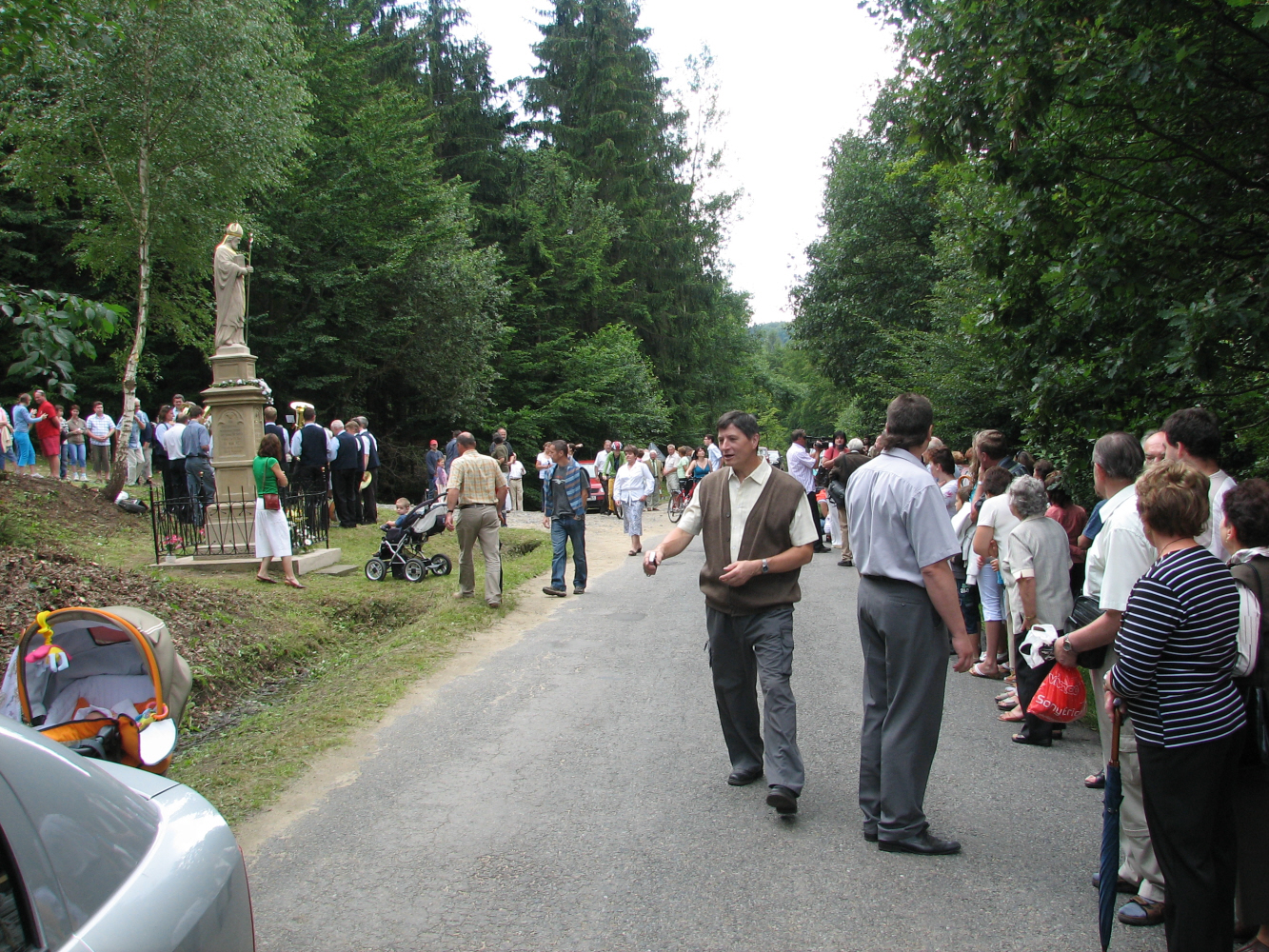
Slavnostní znovuodhalení sochy 12.7.2009